# Алтишевське сільське поселення
Алтише́вське сільське поселення (рос. Алтышевское сельское поселение) — муніципальне утворення у складі Алатирського району Чувашії, Росія. Адміністративний центр — село Алтишево.
Станом на 2002 рік існували Алтишевська сільська рада (село Алтишево, селище Лісний) та Засурсько-Безднинська сільська рада (селища Анютино, Баєвка, Борки, Знаменка, Кученяєво, Низовка, Нове Алтишево, Новиковка).

## Населення
Населення — 718 осіб (2019, 1184 у 2010, 1606 у 2002).

## Склад
До складу поселення входять такі населені пункти:
| Населений пункт       | Населення, осіб (2002) | Населення, осіб (2010) |
| --------------------- | ---------------------- | ---------------------- |
| Алтишево, село        | 1070                   | 861                    |
| Анютино, селище       | 115                    | 98                     |
| Баєвка, селище        | 30                     | 9                      |
| Борки, селище         | 122                    | 87                     |
| Знаменка, селище      | 50                     | 33                     |
| Кученяєво, селище     | 54                     | 22                     |
| Лісний, селище        | 1                      | 0                      |
| Низовка, селище       | 40                     | 11                     |
| Новиковка, селище     | 47                     | 17                     |
| Нове Алтишево, селище | 77                     | 46                     |